# La Piste du tueur
Pour plus de détails, voir Fiche technique et Distribution.
La Piste du tueur (Switchback) est un film américain réalisé par Jeb Stuart, sorti en 1997.

## Synopsis
L'agent spécial du FBI LaCrosse traque le tueur en série qui a enlevé son fils. Il retrouve sa trace au Texas...

## Fiche technique
- Titre français : La Piste du tueur
- Titre original : Switchback
- Réalisation : Jeb Stuart
- Scénario : Jeb Stuart
- Musique : Basil Poledouris
- Photographie : Oliver Wood
- Montage : Conrad Buff IV
- Production : Gale Anne Hurd
- Sociétés de production : Pacific Western, Paramount Pictures, Rysher Entertainment
- Pays :  États-Unis
- Langue : Anglais
- Genre : Thriller
- Format : Couleur - Dolby Digital - 35 mm - 2.35:1
- Durée : 118 min
- Dates de sortie :
  - Canada et États-Unis : 31 octobre 1997
  - France : 1er juillet 1998

## Distribution
- Danny Glover (VF : Richard Darbois) : Bob Goodall
- Dennis Quaid (VF : Daniel Beretta) : Frank LaCrosse
- Jared Leto (VF : Jérôme Keen) : Lane Dixon
- R. Lee Ermey (VF : Jean-Claude Sachot) : Le shérif Buck Olmstead
- Ted Levine (VF : Jean-Luc Kayser) : Le shérif adjoint Nate Braden
- William Fichtner (VF : Vincent Violette) : Jack McGinnis
- Leo Burmester : Clyde « Shorty » Callahan
- Walton Goggins (VF : Olivier Jankovic) : Bud
- Gregory Scott Cummins (VF : Michel Vigné) : Rick
- Lois Hicks (VF : Frédérique Cantrel) : Ruth
- Brent Hinkley (VF : Denis Boileau) : Tom Bellingham

## Réception
- Le film fut un échec commercial. Aux États-Unis, il totalisa 6 492 660 dollars de recettes pour un budget estimé de 37 millions de dollars[1].